# Ngựa lùn Rustic Canada
Ngựa Rustic Canada là một loại ngựa giống lùn có nguồn gốc từ Canada, đặc biệt phổ biến ở các vùng Saskatchewan và Manitoba thuộc nước này. Giống ngựa này là kết quả của phép lai giữa các giống ngựa khác nhau là ngựa Heck và ngựa lai giữa hai giống ngựa Ả Rập - ngựa xứ Wales.

## Lịch sử
Ngựa Rustic Canada được phát triển bởi Tiến sĩ Peter Neufeld tại Manitoba, Canada. Các nhà lai tạo đã phát triển giống ngựa này bằng cách lai ngựa Heck được nuôi ở vườn thú Atlanta ở Atlanta, Georgia với ngựa giống cái thuộc giống lai ngựa Ả Rập - ngựa xứ Wales. Vào ngày 23 tháng 1 năm 1989, Hiệp hội Ngựa Rustic Canada được thành lập, được thành lập theo Đạo luật Động vật Liên bang Canada mới, còn được gọi là Bill C-67. Trước đó, kể từ năm 1978, ngựa lùn Rustic Canada đã được đăng ký thông qua một cơ quan đăng ký có trụ sở tại Hoa Kỳ, và tính đến tháng 9 năm 1989, 72 con ngựa thuộc giống ngựa đã được đăng ký tại Hoa Kỳ. Những con ngựa này đủ điều kiện để được đăng ký "kép" theo thỏa thuận của Canada và Hoa Kỳ, và nhiều người đã làm như vậy. Không có ngựa Rútic được tìm thấy bên ngoài Manitoba và Saskatchewan tính đến tháng 9 năm 1989, nhưng điều này được dự kiến sẽ thay đổi khi nhiều nhà lai tạo đã biết đến được giống mới này.